# Ermanno Pignatti
Ermanno Pignatti (* 8. August 1921 in Modena; † 31. Oktober 1995) war ein italienischer Gewichtheber.

## Werdegang
Ermanno Pignatti war Polizeibeamter und begann bei „Sportiva“ Modena mit dem Gewichtheben. Später wechselte er nach Mailand und wurde Mitglied des Sportvereins „Fiamme d’Oro“. Sein Trainer war dort Primo Ferrari. Ermanno war ein Spätstarter. Seine ersten Erfolge als Gewichtheber stellten sich erst ab dem 30. Lebensjahr ein. Er war aber noch sehr erfolgreich und gewann, als Höhepunkt seiner Laufbahn, 1956 in Melbourne eine olympische Bronzemedaille im Mittelgewicht, nachdem er schon 1951 Europameister im Leichtgewicht geworden war. Nach Beendigung seiner aktiven Laufbahn schrieb er ein Lehrbuch über das Gewichtheben mit dem Titel: „Das moderne Gewichtheben.“ Ihm zu Ehren veranstaltet der italienische Gewichtheber-Verband jährlich die „Trofeo Internationale Ermanno Pignatti“.

## Internationale Erfolge
(OS = Olympische Spiele, WM = Weltmeisterschaft, EM = Europameisterschaft, Le = Leichtgewicht, Mi = Mittelgewicht)
- 1951, 2. Platz, Mittelmeerspiele in Alexandria, Le mit 307,5 (85.0, 100.0, 122.5) kg, hinter Ibrahim Shams, Ägypten, 342,5 (95.0, 112.0, 135.0) kg, und vor Bahjat Dalloul, Syrien 300,0 (95.0, 95.5, 112.5) kg;
- 1951, 4. Platz (1. Platz), WM + EM in Mailand, Le, mit 317,5 kg, hinter Ibrahim Shams, Ägypten, 342,5 kg, Joe Pitman, USA, 337,5 kg und Hassan Ferdos, Iran, 327,5 kg;
- 1952, 9. Platz, OS in Helsinki, Le, mit 325 kg, Sieger: Thomas Kono, USA, 362,5 kg, vor Jewgeni Lopatin, UdSSR, 350 kg;
- 1953, 7. Platz (3. Platz), WM + EM in Stockholm, Mi, mit 352,5 kg, hinter Kono, 407,5 kg und Dave Sheppard, USA, 397,5 kg;
- 1954, 5. Platz (2. Platz), WM + EM in Wien, Mi, mit 372,5 kg, hinter Peter George, USA, 405 kg, Fjodor Bogdanowski, UdSSR, 402,5 kg, Stanley Stanczyk, USA, 390 kg und Abdel Khadr El-Touni, Ägypten, 372,5 kg;
- 1955, 3. Platz, Mittelmeerspiele in Barcelona, Mi, mit 355 kg, hinter Moustafa Laham, Libanon, 380 kg und Ismail Ragab, Ägypten, 372,5 kg;
- 1955, 11. Platz (8. Platz), WM + EM in München, Mi, mit 350 kg, Sieger: Peter George, 405 kg vor Bogdanowski, 405 kg;
- 1956, 2. Platz, Turnier in Mailand, Mi, mit 355 kg, hinter Georges Firmin, Frankreich, 365 kg und vor Ruggi, Italien, 335 kg;
- 1956, 6. Platz, EM in Helsinki, Mi, mit 357,5 kg, Sieger: Igor Rybak, UdSSR, 382,5 kg vor Krzysztof Beck, Polen, 375 kg;
- 1956, Bronzemedaille, OS in Melbourne, Mi, mit 382,5 kg, hinter Bogdanowski, 420 kg und Peter George, 412,5 kg;
- 1957, 5. Platz, WM in Teheran, Mi, mit 380 kg, hinter Kono, 420 kg, Bogdanowski, 420 kg, Jan Bochenek, Polen, 395 kg und Beck, 390 kg;
- 1958, 4. Platz (3. Platz), WM + EM in Stockholm, Mi, mit 382,5 kg, hinter Kono, 430 kg, Bogdanowski, 422,5 kg und Marcel Paterni, Frankreich, 395 kg.

## Italienische Meisterschaften
Ermanno Pignatti gewann insgesamt 10 italienische Meistertitel im Leicht- und Mittelgewicht.